# Tiziano
De Tiziano is een internationale trein op het traject  Hamburg - Bazel - Milaan. De Tiziano is genoemd naar de Italiaanse kunstschilder Tiziano Vecelli.

## Eurocity
Op 31 mei 1987 was de EC Tiziano een van de treinen waarmee het EuroCity-net van start ging. De treindienst was een voortzetting van de internationale intercity met dezelfde naam.  De trein ging van start met de treinnummers EC74 in noordelijke en EC75 in zuidelijke richting.  In augustus 2002 werd de Hogesnelheidslijn Köln - Rhein/Main in gebruik genomen, waarop de treindienst werd gereorganiseerd. Met ingang van de nieuwe dienstregeling op 14 december 2002 werden diverse EuroCity's, waaronder de EC Tiziano, ten noorden van Bazel vervangen door ICE-diensten. Het resterende deel tussen Bazel en Milaan bleef bestaan.

## Cisalpino
De spoorwegmaatschappij Cisalpino exploiteerde de trein tot eind 2009, in die periode kregen de namen van de treinen het voorvoegsel Cisalpino. De dienst werd gereden met Pendolino-treinstellen. De EC Cisalpino Tiziano maakte, samen met de EC Cisalpino Verdi en de EC Cisalpino Ticino deel uit van een trio op de route Bazel - Luzern - Milaan. De toegekende treinnummers zijn in volgorde van de dienstuitvoering, de even nummers vertrekken uit Milaan, de oneven nummers uit Basel.

### Route en dienstregeling
| EC 119 | land        | station         | km  | EC 106 |
| ------ | ----------- | --------------- | --- | ------ |
| 15:04  | Zwitserland | Basel SBB       | 0   | 14:51  |
| 15:32  | Zwitserland | Olten           |     | 14:25  |
| 16:21  | Zwitserland | Luzern          | 96  | 13:38  |
| 16:47  | Zwitserland | Arth-Goldau     |     | 13:08  |
| 18:36  | Zwitserland | Bellinzona      | 266 | 11:21  |
| 19:03  | Zwitserland | Lugano          | 295 | 10:53  |
| 19:28  | Zwitserland | Chiasso         | 321 | 10:12  |
| 19:52  | Italië      | Como            | 326 | 10:07  |
| 20:35  | Italië      | Milano Centrale | 372 | 09:25  |

In december 2009 is Cisalpino opgeheven en is de exploitatie voortgezet door SBB en Trenitalia.